# Merriweather Post Pavilion (Amphitheater)
Der Merriweather Post Pavilion ist ein Amphitheater in Columbia, Maryland.

## Daten und Nutzung
Erbaut wurde die Freiluftbühne 1967 und im selben Jahr eröffnet. Vor der Bühne befindet sich eine Grasfläche für Steh-, Sitz- und Liegeplätze, während hinter dem Areal eine Stadiontribüne geführt wird. Das Zuschauermaximum liegt bei 19.319 Besuchern. Der Howard Hughes Corporation gehört das Bauwerk, das von der I.M.P. Incorporation geführt und gewartet wird. In den Jahren 2015 und 2016 wurde die Veranstaltungsstätte renoviert. Künstler wie Jimi Hendrix, Eric Clapton, Janis Joplin, Led Zeppelin, The Grateful Dead und The Who traten hier schon auf.